# Distretto di Jiangxia
Il distretto di Jiangxia (江夏区S, Jiāngxià QūP) è un distretto della Cina, situato nella provincia di Hubei e amministrato dalla città sub-provinciale di Wuhan.